# Reed Morano
Reed Morano (Omaha, 15 aprile 1977) è una direttrice della fotografia e regista statunitense di cinema e televisione.

## Biografia
Si è laureata in cinema alla Tisch School of the Arts nel 2001, dirigendo la fotografia del suo primo lungometraggio di finzione, Frozen River - Fiume di ghiaccio, nel 2008. Si è poi trasferita dietro la macchina da presa, diventando nel 2017 la prima regista donna a vincere sia il Directors Guild of America Award che il Primetime Emmy Award per la migliore regia di una serie drammatica grazie al 1º episodio di The Handmaid's Tale.

## Filmografia

### Direttrice della fotografia

#### Cinema
- Frozen River - Fiume di ghiaccio (Frozen River), regia di Courtney Hunt (2008)
- Yelling to the Sky, regia di Victoria Mahoney (2011)
- Little Birds, regia di Elgin James (2011)
- For Ellen, regia di So Yong Kim (2012)
- Free Samples, regia di Jay Gammill (2012)
- The Magic of Belle Isle, regia di Rob Reiner (2012)
- Giovani ribelli - Kill Your Darlings (Kill Your Darlings), regia di John Krokidas (2013)
- The Inevitable Defeat of Mister and Pete, regia di George Tillman Jr. (2013)
- Autumn Blood, regia di Markus Blunder (2013)
- Uniti per sempre (The Skeleton Twins), regia di Craig Johnson (2014)
- War Story, regia di Mark Jackson (2014)
- Mai così vicini (And So It Goes), regia di Rob Reiner (2014)
- Meadowland - Scomparso (Meadowland), regia di Reed Morano (2015)
- Joan Didion - Il centro non reggerà (Joan Didion: The Center Will Not Hold), regia di Griffin Dunne – documentario (2017)
- I Think We're Alone Now, regia di Reed Morano (2018)

#### Televisione
- Looking – serie TV, 8 episodi (2014)
- Vinyl – serie TV, 5 episodi (2016)
- Divorce – serie TV, episodio 1x01 (2016)

#### Video musicali
- No Love Like Yours – Edward Sharpe and the Magnetic Zeros (2016)
- Lemonade – Beyoncé (2016)
- Sandcastles – Beyoncé (2016)

### Regista

#### Cinema
- Meadowland - Scomparso (Meadowland) (2015)
- I Think We're Alone Now (2018)
- The Rhythm Section (2020)

#### Televisione
- Halt and Catch Fire – serie TV, episodio 3x08 (2016)
- Billions – serie TV, episodio 2x01 (2017)
- The Handmaid's Tale – serie TV, episodi 1x01-1x02-1x03 (2017)

### Produttrice esecutiva

#### Cinema
- This Teacher, regia di Mark Jackson (2018)

#### Televisione
- The Handmaid's Tale – serie TV, episodi 1x01-1x02-1x03 (2017)

## Riconoscimenti
- Premio Emmy
  - 2017 – Migliore regia di una serie drammatica per l'episodio 1x01 di The Handmaid's Tale
- Directors Guild of America Awards
  - 2017 – Migliore regia di una serie drammatica per l'episodio 1x01 di The Handmaid's Tale
- Independent Spirit Awards
  - 2016 – Candidatura alla migliore fotografia per Meadowland - Scomparso
- Sundance Film Festival
  - 2018 – In concorso per il Gran premio della giuria: U.S. Dramatic per I Think We're Alone Now